# アーサー・エイキン
アーサー・エイキン（1773年5月19日 - 1854年4月15日）は、イギリスの化学者、鉱物学者、科学記者。
ランカシャー（現チェシャー）のウォリントン出身。John Aikinの息子。
ウォリントン・アカデミー（Warrington Academy）でジョゼフ・プリーストリーのもと化学を学び、科学の実際的な応用に専念する。1803年から1808年まで、Annual Reviewsに編集者として務めた。
ロンドン地質学会の創設者13人のうちの1人であり、1812年-1817年には名誉幹事であった。Wrekinとシュロップシャー炭田に関する論文（共著）をロンドン地質学会の会報に寄稿した。後に、ロイヤル・ソサエティ・オブ・アーツの書記役 (secretary) となり、1841年にChemical Societyの会計役 (treasurer) になった。
若いころ、一時期ユニテリアン主義者であった。
アイキン鉱(PbCuBiS3)にその名を残している。

## 著作物
- Journal of a Tour through North Wales and Part of Shropshire with Observations in Mineralogy and Other Branches of Natural History (London, 1797)
- A Manual of Mineralogy (1814; ed. 2, 1815)
- A Dictionary of Chemistry and Mineralogy (with his brother C. R. Aikin), 2 vols. (London, 1807, 1814).